# CATIA
CATIA (acronimo di Computer Aided Three dimensional Interactive Application) è una piattaforma commerciale di tipo CAD/CAE/CAM.
L'applicazione è attualmente proprietaria della società europea Dassault Systèmes, e venduta tramite l'International Business Machine. L'applicazione, scritta in linguaggio C++, è la principale della suite di Dassault Systèmes per la gestione del ciclo di vita del prodotto.
L'applicazione, creata tra la fine degli anni settanta e i primi anni ottanta è stata poi adottata nell'industria. Prodotti concorrenti a CATIA sono Siemens NX e PTC CREO, oltre a sistemi più orientati alla progettazione meccanica quali SolidWorks (della stessa azienda Dassault di CATIA), Autodesk Inventor, e Solid Edge.

## Storia
CATIA fu sviluppato inizialmente nel 1977 per uso interno dal produttore di aerei francese Dassault Aviation, a quel tempo utilizzatore del software CADAM. Inizialmente chiamato CATI (Conception Assistée Tridimensionnelle Interactive, in italiano Progettazione Assistita Tridimensionale Interattiva) fu rinominato CATIA nel 1981 quando Dassault creò una sussidiaria per sviluppare e vendere il software e firmò un accordo non esclusivo di distribuzione con IBM.
Nel 1984, la Boeing scelse CATIA come suo principale software CAD 3D divenendone il più grande acquirente. Nel 1988, CATIA 3 fu trasferito dai mainframe alla piattaforma UNIX. Nel 1990, la General Dynamics Electric Boat scelse CATIA come software per progettare i sottomarini di classe Virginia. Nel 1992, CADAM fu acquistato da IBM e l'anno successivo fu distribuito CATIA CADAM v4. Nel 1996 divennero quattro i sistemi operativi che lo supportavano: IBM AIX, Silicon Graphics IRIX, Sun Microsystems SunOS e Hewlett-Packard HP-UX.
Nel 1998 fu distribuita CATIA V5, una versione completamente riscritta e supportata da UNIX, Windows NT e dal 2001 Windows XP. Nel 2008, Dassault ha annunciato CATIA V6 supportato unicamente da Windows, mentre le altre versioni saranno mantenute dai vari partner commerciali, tanto che si parla con insistenza di un futuro porting su Linux e BSD.

## Caratteristiche
Denominato comunemente come software tridimensionale per la gestione del ciclo di vita di un prodotto, CATIA è in grado di supportare numerosi stadi della vita del prodotto, dalla creazione, al design (CAD), alla produzione (CAM), all'analisi (CAE). CATIA può essere personalizzato tramite delle API. CATIA V4 può essere personalizzato tramite i linguaggi Fortran e C, utilizzando una API denominata CAA. CATIA V5 può essere personalizzato tramite i linguaggi Visual Basic e C++, utilizzando una API denominata CAA2 o CAA V5, un'interfaccia tipo COM.
CATIA V4 utilizza principalmente superfici polinomiali, con un motore "non-manifold solid". Le versioni successive invece implementano NURBS. CATIA V5 si appoggia a un kernel geometrico comprendente un modellatore parametrico di superfici e di solidi (parametric feature based modeler). Questo utilizza curve NURBS come principale rappresentazione interna delle superfici.
CATIA V5 è un sistema altamente scalabile pertanto può essere corredato di altre applicazioni o moduli comprendenti tutti gli strumenti normalmente disponibili per questa fascia di sistemi PLM come, ad esempio, piattaforme PDM (tra le quali si ricordano Enovia e Smarteam), ambienti CAE per l'analisi agli elementi finiti, routine CAM per la definizione e il calcolo dei percorsi utensile, ecc.

## Piattaforme software e sistemi operativi supportati
- CATIA V3 e precedenti, girano sulle piattaforme mainframe di IBM.
- CATIA V4 può funzionare su alcuni sistemi Unix, su Windows NT 4 e su Windows 2000[6] e dalle piattaforme mainframe IBM MVS e VM/CMS, queste ultime fino alla versione 1.7.
- CATIA V5 può girare su Microsoft Windows (sia a 32-bit che a 64-bit), e nella Release 18 Service Pack 4 su Windows Vista 64 bit[7]. Sono supportati inoltre i sistemi Unix IBM AIX, Hewlett-Packard HP-UX e Sun Microsystems Solaris.[8]
- CATIA V6 gira esclusivamente su Microsoft Windows.

## Versioni
| Nome       | Versione | Data di rilascio |
| ---------- | -------- | ---------------- |
| Catia v1   |          | 1981             |
| Catia v2   |          | 1984             |
| Catia v3   |          | 1988             |
| Catia v4   |          | 1993             |
| Catia v5   |          | 1998             |
| Catia v5   | R7       | 26/6/2001        |
| Catia v5   | R17      | 5/9/2006         |
| Catia v5   | R18      | 10/2/2007        |
| Catia v5   | R19      | 23/8/2008        |
| Catia v6   | R2010    | 23/6/2009        |
| Catia v5   | R20      | 16/2/2010        |
| Catia v5   | R21      | 5/7/2011         |
| Catia v6   | R___     | _/_/2011         |
| Catia v5-6 | R2012    | __/2/2012        |
| Catia v6   | R20      | _/5/2013         |
| Catia v5-6 | R28      | 21/02/2018       |

## Industrie famose che utilizzano CATIA
Questo sistema è largamente utilizzato nell'ambito dell'industria tecnica ingegneristica, specialmente nei settori automobilistici e aerospaziali per i quali CATIA, Pro/ENGINEER e NX (precedentemente Unigraphics) sono i sistemi dominanti.

### Settore aerospaziale
Boeing ha usato CATIA V3 per sviluppare il suo velivolo di linea 777, e sta attualmente utilizzando CATIA V5 per la sua serie di velivoli 787.
Inoltre hanno utilizzato l'intera serie di prodotti 3D PLM della Dassault Systèmes, comprendenti CATIA, DELMIA, e ENOVIA LCA, in aggiunta ad applicazioni sviluppate internamente da Boeing.

Il gigante aerospaziale europeo Airbus ha utilizzato CATIA già dal 2001.
Bombardier Aerospace, produttore canadese di velivoli,  ha realizzato tutti i suoi sviluppi tecnici su CATIA.
Embraer utilizza Catia V5 per lo sviluppo della nuova generazione di jet E2.

### Settore automobilistico
Le compagnie automobilistiche, che usano CATIA a vari livelli, sono BMW, Porsche, Daimler Chrysler,, Audi, Volkswagen, Volvo, Iveco, Gestamp Automocion, Benteler AG, PSA Peugeot Citroën, Renault, Toyota, Honda, Ford, Scania, Hyundai, Škoda Auto, Proton, Tata Motors e Mahindra.
Goodyear utilizza CATIA per progettare pneumatici per i settori automobilistici ed aerospaziali, ed inoltre sfrutta una versione personalizzata di CATIA per le fasi di sviluppo e progettazione.
Tutte le compagnie automobilistiche usano CATIA per la progettazione delle varie strutture di cui si compone l'automobile, ad esempio le porte (cerniere, cinematica dell'apertura), supporti, paraurti, lunotti posteriore e anteriore e tetto, fiancate e strutture portanti, in quanto questo software è molto valido
per la creazione estetica e visuale delle superfici e la conseguente rappresentazione numerica sul computer.

### Settore navale
La Dassault Systèmes ha iniziato a fornire il suo software ai costruttori navali con CATIA V5 release 8, che include alcune speciali caratteristiche adatte alla costruzione di navi.
GD Electric Boat ha usato CATIA per progettare la sua ultima classe di sottomarini per attacco rapido, denominati Virginia e forniti alla Marina Militare degli USA.
Northrop Grumman Newport News ha inoltre usato CATIA per progettare le portaerei di classe Gerald R. Ford, sempre per la Marina Militare degli USA.

### Altro
L'architetto Frank Gehry ha usato il software, per conto della C-Cubed Virtual Architecture (ora Virtual Build Team), per progettare i suoi edifici curvilinei, che sono stati oggetto di riconoscimenti.
L'azienda tecnologica che a lui fa capo, la Gehry Technologies, ha sviluppato un software, basato su CATIA, denominato Digital Project.
Quest'ultimo è stato usato per progettare edifici ed ha permesso di portare a compimento un numero, seppur limitato, di progetti completi.
Va detto che la modellazione di forma libera applicata a strutture architettoniche è stata oggetto di critiche in quanto si rende necessario utilizzare molto più materiale portante del normale, oltre a perdere talvolta le funzionalità primarie per le quali l'edificio è stato realizzato.

## Ultime implementazioni
La Dassault Systèmes ha distribuito CATIA Versione 6 (V6) a metà del 2008.
La nuova interfaccia permette ai progettisti di manipolare direttamente i modelli solidi tridimensionali, piuttosto che seguire l'approccio impiegato in CATIA V5 basato sul concetto di "feature".